# Elegia stipularis
Elegia stipularis, es un especie de planta herbácea perteneciente a la familia Restionaceae. Es originaria de Sudáfrica.

## Descripción
Es una planta herbácea compacta que alcanza hasta 1 m de alto  y 1 m de diámetro. Los tallos como cañas (similar a las estructuras de la hoja) son ramificadas, con más de una vaina por tallo, y son persistentes, sin línea de abscisión. Las vainas son de color canela con manchas marrones rojizas y los márgenes bronceados. Las flores masculinas y femeninas se presentan en plantas diferentes. Los frutos marrones son indehiscentes.

## Distribución y hábitat
Es una especie que se encuentra en la Provincia Occidental del Cabo, en  la península del Cabo, en las montañas del suroeste  y las llanuras de Bredasdorp. Se encuentran en lugares costeros entre Kalabaskraal cerca de Malmesbury en el norte y el río Gouritz en el este. Es común en las colinas bajas y llega a las faldas de las montañas que flanquean el lechos altos. Crece a altitudes de 30 a 300 m en la roca arenisca de Montaña de la Mesa o costeras en sustrato de arena ácida. 

## Etimología
El nombre Elegia deriva del griego elegeia , un canto de lamento, y puede ser una referencia al crujido, producido por la brisa, de las vainas parecidas al papel y las brácteas de la planta. El nombre de la especie stipularis significa que se encuentra equipada con estípulas.